# Harold Bell
Harold Bell (* 5. Oktober 1919 in Union City, New Jersey; † 4. Dezember 2009 in Los Angeles, Kalifornien) war ein US-amerikanischer  Marketing- und Merchandising-Agent, der unter anderem für Disney tätig war. Bekannt wurde er vor allem als einer der Erfinder der Umweltikone Woodsy Owl.

## Leben und Werk

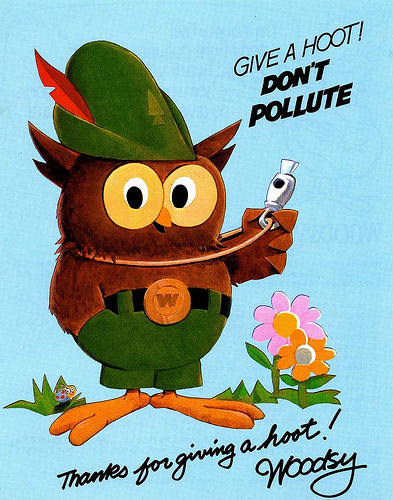
Woodsy Owl, Illustration von Rudy Wendelin

### Anfänge
Harold Bell kam 1919 als einer von drei Söhnen von David und Hilda Rosenthal Belsky in Union City, New Jersey, zur Welt. Sein Vater arbeitete als Sticker. Nachdem er im Zweiten Weltkrieg für die Navy gedient hatte, zog er nach Los Angeles. In Los Angeles arbeitete Bell zunächst als Marketingexperte für Disney. 1957 gründete er eine eigene Firma, die das Marketing für bekannte Cartoons und Filmcharaktere wie Dick Tracy, The Lone Ranger oder Mr. Magoo übernahm.

### Woodsy Owl
Am Set der Fernsehserie Lassie lernte Bell die Forest Ranger Chuck Williams und Glenn Klovar sowie Betty Hite kennen. Zu viert kreierten sie für den United States Forest Service die Figur Woodsy Owl, die mit dem Motto „Give a hoot! Don’t pollute“ Generationen von Kindern den nachhaltigen Umgang mit der Natur näherbringen sollte. Ehe man sich auf die Eule einigte, diskutierte man unter anderem die Verwendung eines Waschbären oder eines Elchs. Bell hatte zuvor bereits mehrere Public Service Announcements für Smokey Bear produziert. Ein weiterer USFS-Mitarbeiter, Rudy Wendelin (1910–2000), bekannt für seine Smokey-Bear-Illustrationen, verlieh der Figur schließlich den letzten Schliff.
Harold Bell starb am 4. Dezember 2009 im Kreise seiner Familie an Nierenversagen. Er hinterließ eine Frau und drei Söhne.